# Dieter Burdenski
Dieter „Budde“ Burdenski (* 26. November 1950 in Bremen; † 9. Oktober 2024 ebenda) war ein deutscher Fußballtorwart. Er spielte über 16 Jahre für Werder Bremen und ist mit 479 Ligaspielen – 444 in der Bundesliga – Rekordspieler des Vereins. Für die deutsche Nationalmannschaft stand er zwischen 1977 und 1984 zwölf Mal im Tor.

## Leben
Dieter Burdenski war der Sohn von Herbert Burdenski, der am 22. November 1950, vier Tage vor der Geburt seines Sohnes, im Länderspiel gegen die Schweiz durch einen Elfmeter das erste Tor der deutschen Nationalelf nach dem Zweiten Weltkrieg erzielte und in der Mitte der 1970er Jahre beim SV Werder Bremen auch seinen Sohn trainierte.
Von 1970 bis 1988 spielte Burdenski als Torwart in 478 Spielen für den FC Schalke 04, Arminia Bielefeld und Werder Bremen in der Fußball-Bundesliga. Gleich in seiner zweiten Saison bei Schalke wurde er 1971 in den Bundesligaskandal verwickelt, der zu einer mehrmonatigen Sperre gegen ihn führte. In der Saison 1979/80 stieg er mit dem SV Werder Bremen in die 2. Bundesliga ab. Während dieser Spielzeit kassierte er 93 Gegentore, was einen Negativrekord darstellt. Acht Jahre später wurde Burdenski mit dem SV Werder in der Bundesligasaison 1987/88 Deutscher Meister (als Reservist hinter seinem Nachfolger Oliver Reck). Er ist mit 444 Bundesligaspielen Rekordspieler der Bremer und wurde als siebter Spieler Ehrenspielführer dieses Vereins. Außerdem war er der erste Torhüter überhaupt, der bei einem offiziellen Elfmeterschießen in Deutschland einen Elfmeter hielt (im DFB-Pokalspiel gegen den VfL Wolfsburg am 23. Dezember 1970).
Nach Gewinn des Meistertitels 1988 beendete Burdenski zunächst seine Karriere. Jedoch überredete ihn sein ehemaliger Mannschaftskollege in Bremen, Sanny Åslund, mittlerweile Trainer beim schwedischen Traditionsverein AIK Solna, zu einem Einsatz in der Allsvenskan. So stand er am 25. August 1988 beim 0:0 gegen Hammarby IF im Råsundastadion zwischen den Pfosten. Damit wurde er im Alter von 37 Jahren zum ältesten Erstligadebütanten in Schweden.
In der Saison 1990/91 kam er noch zu drei Einsätzen in der Eredivisie für Vitesse Arnheim.
Im Tor der A-Nationalmannschaft der Bundesrepublik Deutschland wurde er von 1977 bis 1984 zwölf Mal eingesetzt und nahm an der WM 1978 in Argentinien und der EM 1984 in Frankreich teil, blieb bei beiden Turnieren aber ohne Einsatz. Außerdem bestritt er neun Einsätze in der deutschen B-Nationalmannschaft und sieben Einsätze in der deutschen U23-Auswahl. In der A-Nationalmannschaft stand er meistens im Schatten von Sepp Maier und Toni Schumacher.
Von 1997 bis 2005 war Burdenski Torwarttrainer bei Werder Bremen. Am 23. Februar 2002 kam er aufgrund Personalnot im selbst für Torwarte sehr hohen Alter von 51 Jahren noch zu einem Einzeleinsatz für die Werder-Amateure in der Regionalliga Nord. Burdenski machte allerdings keine gute Figur, und Bremen verlor 1:3 gegen den Chemnitzer FC. Mit dem Jahr 2005 endete auch seine Tätigkeit für Werder Bremen, und sein Nachfolger als Torwarttrainer von Werder Bremen wurde Michael Kraft. Burdenski war seitdem für seine eigene Firma „Burdenski Events“ tätig. Mit dieser Eventagentur veranstaltete er unter anderem Incentive-Reisen, Trainingslager, (Hallen-)Turniere und Auftritte der DFB-Traditionsmannschaft. Er wurde in den 1990er Jahren zum größten Veranstalter von Hallenturnieren in Deutschland. Zudem gründete er 1990 ein Unternehmen mit Sitz im Bremer Ortsteil Habenhausen, das Sportbekleidung und -bedarf vertreibt.
Im April 2017 übernahm Burdenski mit seiner Firma „Phoenecia Burdenski Investment“ von der Stadt Kielce in Polen mit 72 % die Mehrheit am Fußballverein Korona Kielce aus der Ekstraklasa. Der Kontakt kam über den ehemaligen Zweitliga-Profi vom VfB Oldenburg, Krzysztof Zajac, zustande, der mit Burdenski befreundet war und bei der Übernahme als Präsident des Vereines avisiert wurde.
Dieter Burdenski starb überraschend im Oktober 2024 im Alter von 73 Jahren.

## Persönliches
Sein Sohn Fabian ist ebenfalls Profifußballer.

## Statistik

### Länderspiele
- 1971–1973: 7 U23-Länderspiele
- 1972–1980: 9 B-Länderspiele
- 1977–1984: 12 A-Länderspiele
- Teilnahme an der WM 1978 und EM 1984

### Bundesliga
- 478 Spiele
  - 444 für Werder Bremen (1 Elfmetertor)
  - 31 für Arminia Bielefeld
  - 3 für den FC Schalke 04

### 2. Bundesliga
- 35 für Werder Bremen

### Allsvenskan
- 1 für den AIK Solna

### Eredivisie
- 3 für Vitesse Arnheim

### Regionalliga
- 1 für die Werder Bremen Amateure